# Zara McDermott
Zara Nicole McDermott (Havering, Inglaterra, 14 de diciembre de 1996) es una personalidad de televisión, modelo, cantante y presentadora de televisión británica. Después de trabajar para el Departamento de Educación como asesora política, se convirtió en concursante de la cuarta temporada de Love Island (2018) y posteriormente apareció en The X Factor: Celebrity (2019) y Made in Chelsea (2019-2020).
McDermott ha presentado sus propios documentales para la BBC, entre ellos Revenge Porn (2021), Uncovering Rape Culture (2021) y Disordered Eating (2022), basados en sus propias experiencias, así como Gaia: A Death on Dancing Ledge (2023), The Idaho Murders: Trial by TikTok (2024) y Inside Ibiza (2024). En 2022, presentó la serie de citas Love in the Flesh en BBC Three y un año después compitió en la vigesimoprimera temporada de Strictly Come Dancing.

## Primeros años
McDermott nació el 14 de diciembre de 1996 en el distrito londinense de Havering, Inglaterra, siendo hija de Alan y Karen McDermott. En 2009, McDermott, sus padres y su hermano pequeño Brad aparecieron en la serie de televisión de la BBC, Wanted Down Under, donde se planteaban la posibilidad de trasladarse a Australia. En 2013 volvieron a aparecer en Wanted Down Under: Revisited, en el que la familia explicaba por qué decidieron quedarse en el Reino Unido. A los 14 años, McDermott fue expulsada del instituto tras enviar fotos desnuda a un chico. Durante su estancia en Love Island, se volvieron a filtrar fotos de ella desnuda. McDermott habló de ambos incidentes en el documental de la BBC, Revenge Porn.

## Carrera

### 2018–2020: programas de telerrealidad
En junio de 2018, McDermott se convirtió en concursante de la cuarta temporada de Love Island. Entró en la villa como concursante «bomba» el día 15 y se emparejó con Adam Collard, antes de ser expulsada de la villa diez días después. En octubre de 2019, McDermott participó en The X Factor: Celebrity como parte de No Love Lost, un grupo en el que participaron sus compañeros de Love Island, Eyal Booker, Samira Mighty y Wes Nelson. Fueron tutelados por Louis Walsh y terminaron en octavo lugar. El mismo mes, McDermott comenzó a aparecer como miembro del reparto de la serie de telerrealidad Made in Chelsea, de E4, junto a Thompson. Su última aparición en el programa fue en diciembre de 2020.

### 2021–presente: documentales yStrictly Come Dancing
McDermott admitió que se había sentido la persona con menos éxito de su temporada em Love Island y que quería adoptar un enfoque poco convencional para alcanzar el éxito. Tras abandonar Made in Chelsea, explicó que quería dejar atrás los contratos a corto plazo con marcas y los programas de telerrealidad para centrarse en la realización de documentales. En febrero de 2021, McDermott apareció en su propio documental de la BBC, Zara McDermott: Revenge Porn, en el que rememoraba la experiencia de la filtración de sus fotos desnuda cuando era adolescente. Más tarde apareció en otro documental, Zara McDermott: Uncovering Rape Culture, en noviembre, en el que McDermott se basaba en su propia experiencia de haber estado a punto de ser violada. En marzo de 2022, McDermott presentó la serie de citas Love in the Flesh en BBC Three. La premisa del programa presentaba a parejas que sólo habían hablado por Internet y que se conocían en persona por primera vez. En noviembre de 2022, dirigió otro documental, Zara McDermott: Disordered Eating.
En julio de 2023, McDermott presentó el documental Gaia: A Death on Dancing Ledge, basado en la desaparición y muerte de la adolescente Gaia Pope-Sutherland. Un mes después, fue anunciada como concursante de la vigesimoprimera temporada de Strictly Come Dancing. Se convirtió en la primera integrante del reparto de Love Island que participaba en la serie. McDermott formó pareja con Graziano Di Prima y fueron la quinta pareja eliminada. En 2024, presentó para la BBC, The Idaho Murders: Trial by TikTok, donde se dirige a la pequeña ciudad de Moscú, Idaho, para descubrir la persecución mundial en línea que siguió a cuatro trágicos asesinatos. También en 2024, presentó una serie documental en cuatro partes para la BBC titulada Ibiza: Secrets of the Party Island.

## Vida personal
McDermott trabajó anteriormente para el Ministerio de Educación como asesora política.
En mayo de 2019, McDermott comenzó a salir con la personalidad televisiva Sam Thompson. La pareja terminó en 2024.

## Filmografía
| Año       | Título                             | Papel                     | Ref.   |
| --------- | ---------------------------------- | ------------------------- | ------ |
| 2009      | Wanted Down Under                  | Participante; 1 episodio  | [ 4 ]  |
| 2013      | Wanted Down Under: Revisited       | Participante; 1 episodio  | [ 5 ]  |
| 2018      | Love Island                        | Concursante; temporada 4  | [ 8 ]  |
| 2018      | Politics Live                      | Invitada; 1 episodio      | [ 32 ] |
| 2018      | Panorama                           | Invitada; 1 episodio      | [ 33 ] |
| 2019–2020 | Made in Chelsea                    | Miembro del reparto       | [ 12 ] |
| 2019      | The X Factor: Celebrity            | Concursante               | [ 10 ] |
| 2021      | Revenge Porn                       | Presentadora              | [ 7 ]  |
| 2021      | Uncovering Rape Culture            | Presentadora              | [ 15 ] |
| 2022      | Love in the Flesh                  | Presentadora              | [ 17 ] |
| 2022      | Disordered Eating                  | Presentadora              | [ 19 ] |
| 2023      | Gaia: A Death on Dancing Ledge     | Presentadora              | [ 20 ] |
| 2023      | Strictly Come Dancing              | Concursante; temporada 21 | [ 7 ]  |
| 2024      | Ibiza: Secrets of the Party Island | Presentadora              | [ 25 ] |
| 2024      | The Idaho Murders: Trial by Tiktok | Presentadora              | [ 34 ] |
| TBA       | Stalked (w/t)                      | Presentadora              | [ 35 ] |

## Premios y nominaciones
| Año  | Premio                     | Categoría           | Nominado                                | Resultado | Ref.   |
| ---- | -------------------------- | ------------------- | --------------------------------------- | --------- | ------ |
| 2022 | National Television Awards | Documental de autor | Zara McDermott: Uncovering Rape Culture |           | [ 36 ] |